# 039A型潜艇
039A/B/C型潜艇（北约代号:“元级”，英文：Yuan-class）是中国人民解放军海军继039型潜艇之后装备的新型常规动力潜艇。相对前级，039A从2000年代中后期开始装备了解放军自研的AIP动力系统，成为解放军海军首型装备有绝气推进的潜艇，在作战隐蔽性方面得到较大提升。

## 简介
039A型应用水滴型殼體，由外觀來看有著與俄羅斯的拉达级類似的外觀，可能也參考当初90年代特殊时期引入的基洛級設計，因此039A可能以039為基础，在引進俄羅斯技術後所改良而成的。艇身的排水孔较以往更加细小，艇体表面安装消声瓦，安装新型的声纳系统，但除外觀照片外，其餘性能仍然不明。 在最初生产批次后进行了改进，从网络公开照片看，修改了指挥台围壳的形状，艇身的排水孔有变化，尾部依然和039一致。039A型潜艇采用中国产AIP系统（絕氣推進）。据可靠消息最新生产的是最新改进型039C型。
2013年12月20日中国已研製出潜艇用、直徑9公尺的超大直徑高強度耐壓殼體，用於潜艇後，將使中国的戰略縱深向外推前1000公里。這種殼體比舊技術提高了幾個級數，比舊殼體直徑增加了50%，是潜艇制造技术的革命性飛躍。在相同排水量下，單殼體比雙殼體潜艇內部容積大幅增加，可裝載更大的動力設備、武器，及大幅改善居住環境，因而可以有更強更持久的戰鬥力。9公尺直徑耐壓殼體的研製成功，令中国可以製造更小型、機動性和戰鬥力更強的AIP（絕氣推進）潛艇，新型潛艦的問世使中國的戰略縱深和安全線向外推前1000公里。絕氣推進（Air-Independent Propulsion）目前分为四大类：閉式循環柴油機（CCD）、斯特林發動機（SE）、燃料電池（FC），以及小型核動力（AMPS）。除小型核動力外，绝气推进以燃料電池效率最高，動力最大，技術難度也最大。目前有039、039G、039A、039AG、039B、039BG、039C，7款039型傳統動力潛艦，其中039C為最新款，估計採用燃料電池式绝气推进系统。
改进后的039B型潜艇，围壳上部两端做了圆弧处理，围壳与艇身的连接处也做了填角处理，看起来更具流线感。039B型潜艇艇长约80米，艇宽约10米，最大下潜深度约400米，水上排水量约3000吨，水下排水量约4000吨，最高航速约20节，最大航程8000海里/16节航速，可出海60个昼夜。航海条件为海况4级，最大不超过海况6级。双壳体设计，38名船员，这意味着039B的自动化程度相当之高。
039B型潜艇的AIP系统采用的是斯特林发动机，这种发动机是中国80年代与西方关系好的时候，引进瑞典技术开始研制。据报道，瑞典目前向国际市场推出的4-275型发动机有多种型号，包括75千瓦和110千瓦的型号，但目前对国际市场出售的是75千瓦的型号。据悉，中国当初引进的就是75千瓦版本的斯特林发动机，其后因为64天安门事件被制裁遂进行仿制自行制造，成功后用于039B型傳統动力潜艇。中国新型斯特林机可以用相当傳統动力潜艇在通气管状态下的速度为主电池充电，同时仍能以2至3节的速度来驱动潜艇低速航行。
2015年5月5日人民日报報導“新型热气机”的功率比引进的国外产品高117%，这是首次有公开消息提到中国斯特林发动机技术参数细节。以此推算中国新一代斯特林机的功率应为160千瓦或217千瓦，新型潜艇如果和039B一样使用4台斯特林机，功率可以达到640千瓦至868千瓦（868马力至1,180马力）。
2021年12月24日，近日中国国内首台大缸径斯特林发动机基础样机近日在中国船舶集团七一一所顺利完成性能试验，基础样机额定功率达320千瓦，热功转换效率达40%，是目前国际上已知单机功率最大的斯特林发动机。基础样机的研制成功，标志着中国在大缸径斯特林发动机关键技术及制造工艺上获得了重要突破，为后续兆瓦级斯特林发动机的研制打下良好基础。

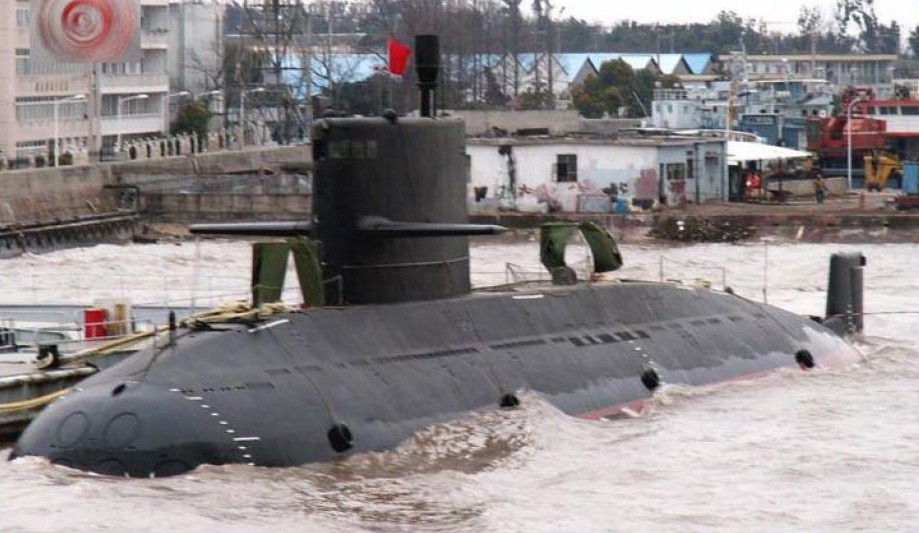
新型039A/B艦體

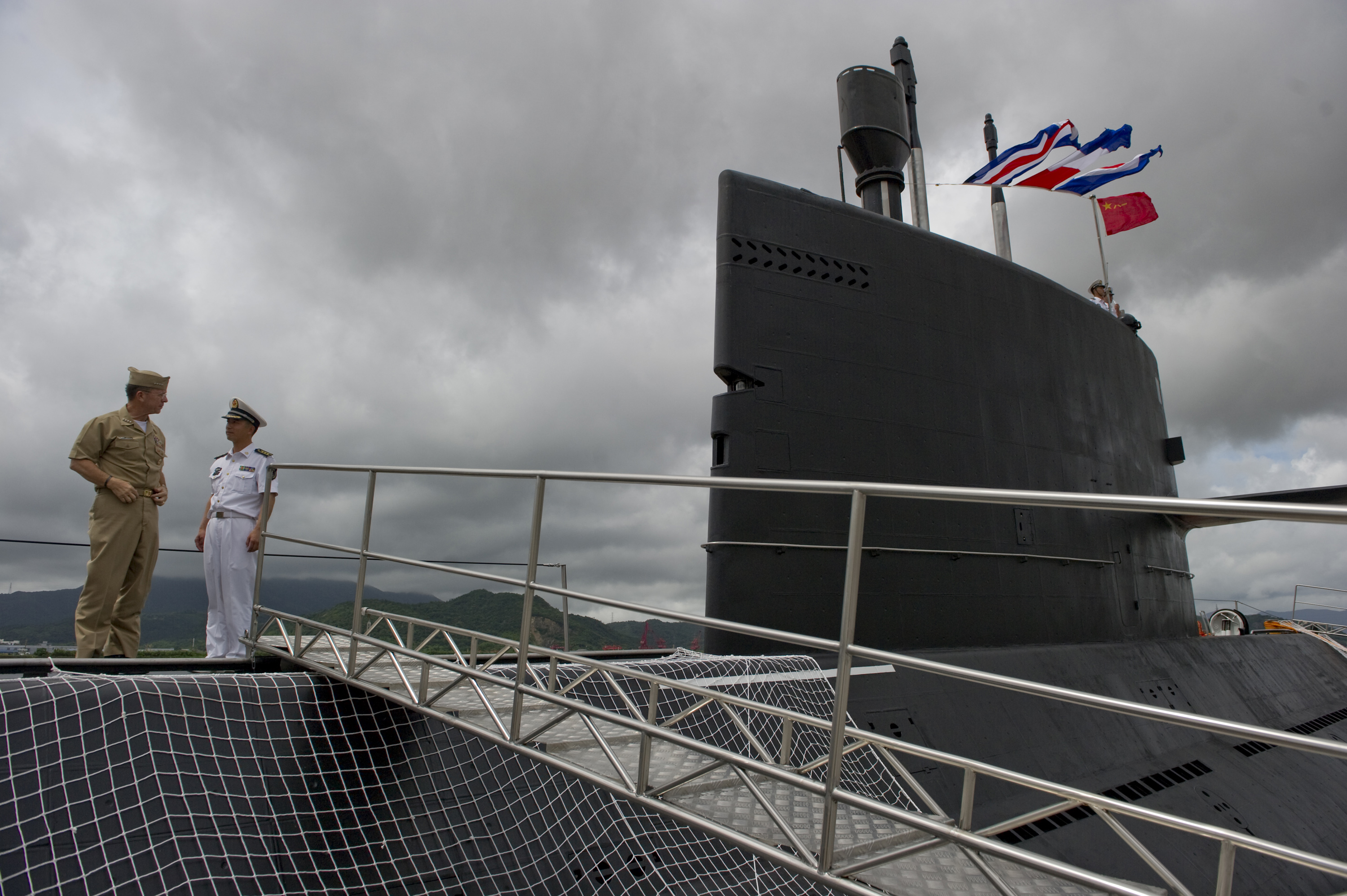
美軍參訪時於039B後部視角的照片

### 041誤認風波
039A型潛艇最早是於2004年由網友在武漢所發現，發現之初曾引起一陣照片真偽的爭論，但在照片出現不久之後美國海軍即發佈新聞稿，承認本艦為預想外出現的新潛艇。發現之初認定為一種新潛艇，因此誤稱為041潛艇。但解放军官方在2007年國防成果展上外界才知道該艦039A級潛艇應為宋級系列之一的大改款型。

## 型号

### 039A
039A是该家族最早下水的型号，也是中国首代装备有闭式斯特林AIP的常规潜艇，能在水下可潜航数周。在外观设计上，指挥塔沿袭了039的设计风格，但加装了新研制的减震系统，相对前级的噪音减低了35dB。

### 039AG
039AG是039A和039B之间的过渡型号，起初被外界误认为039B。比较明显的区别在于上层指挥塔设计更加平滑。据信作为过渡型号039AG型均已改装为039B型。

### 039B
沿用了过渡型号的平滑指挥塔设计，在侧舷增加了声纳阵列，以提升水下探测能力。在动力方面对AIP的静音性能进行了提升，整体流线型更好以减少噪音。

### 039C
039C是039A家族的较新型号，得益于其独特造型的指挥塔设计，从外观上极易辨认。这个设计能有效降低潜艇的回波强度，也被戏称为“蘑菇头”。央视军事节目曾经公开039C试射一枚新研制的533毫米重型尾流自导鱼雷，炸沉一艘作为靶舰的074型登陆艇。另外，039C能发射潜射版鹰击18反舰导弹，射程达600公里，能以3马赫的末端速度打击水面和岸上目标。

## 出口型
一个疑似元级039A潜艇的外贸型号S-20型潜艇模型出现在2013年2月的第十一届阿布扎比国际防务会议暨展览会上。该外贸型潜艇還未有AIP系统。
2016年12月，网络图片显示，中国武昌造船厂最近将一次下水3艘039B型AIP潜艇。2017年消息039B外銷型定名為S-26麒麟級，確認擁有AIP能力，2017年阿布達比國際防務展開幕會上中國船舶重工國際貿易有限公司（簡稱中國船貿）開始向國際發售並提供客製化改裝。
泰國皇家海軍預計以10.3億美元採購3艘S-26 T麒麟級潛艦，2016年9月4日在武漢正式開工，預計2023年完成交付。因歐洲聯盟1989年頒布的「武器禁運制裁」管制項目，德國禁止出售「MTU 396型」柴油動力主機而延宕，雙方則將討論協商採用中國自製「CHD620」柴油主機。2023年10月20日，泰國國防部長蘇信（Suthin Klangsaeng）宣布擱置採購計畫。泰國總理赛塔·他威信（Srettha Thavisin）2023年10月訪問北京出席一帶一路峰會期間，提議希望改單轉買一艘巡防艦。
2024年5月泰國完成談判，改用中國製造的CHD620柴油發動機。等待泰國內閣批准。
2015年巴基斯坦海軍與中國簽屬出口協議，以中國039B型潛艇為藍本合作建造8艘Hangor級潛艦，首艘漢果號（PNS Hangor）於2022年12月21日安放龍骨。

## 外部連結
- 元级是“山寨”基洛？（页面存档备份，存于）
- 日本周邊事態 - ユアン型/元型潛艦 （页面存档备份，存于）